# 2744 Birgitta
2744 Birgitta è un asteroide areosecante. Scoperto nel 1975, presenta un'orbita caratterizzata da un semiasse maggiore pari a 2,3021521 au e da un'eccentricità di 0,3323369, inclinata di 6,74413° rispetto all'eclittica.
L'asteroide è dedicato a Anna Birgitta Angelica Lagerkvist, figlia dello scopritore.